# Mentzelia multiflora
Mentzelia multiflora är en brännreveväxtart som först beskrevs av Thomas Nuttall, och fick sitt nu gällande namn av Samuel Frederick Gray. Mentzelia multiflora ingår i släktet Mentzelia och familjen brännreveväxter. Utöver nominatformen finns också underarten M. m. integra.

## Bildgalleri

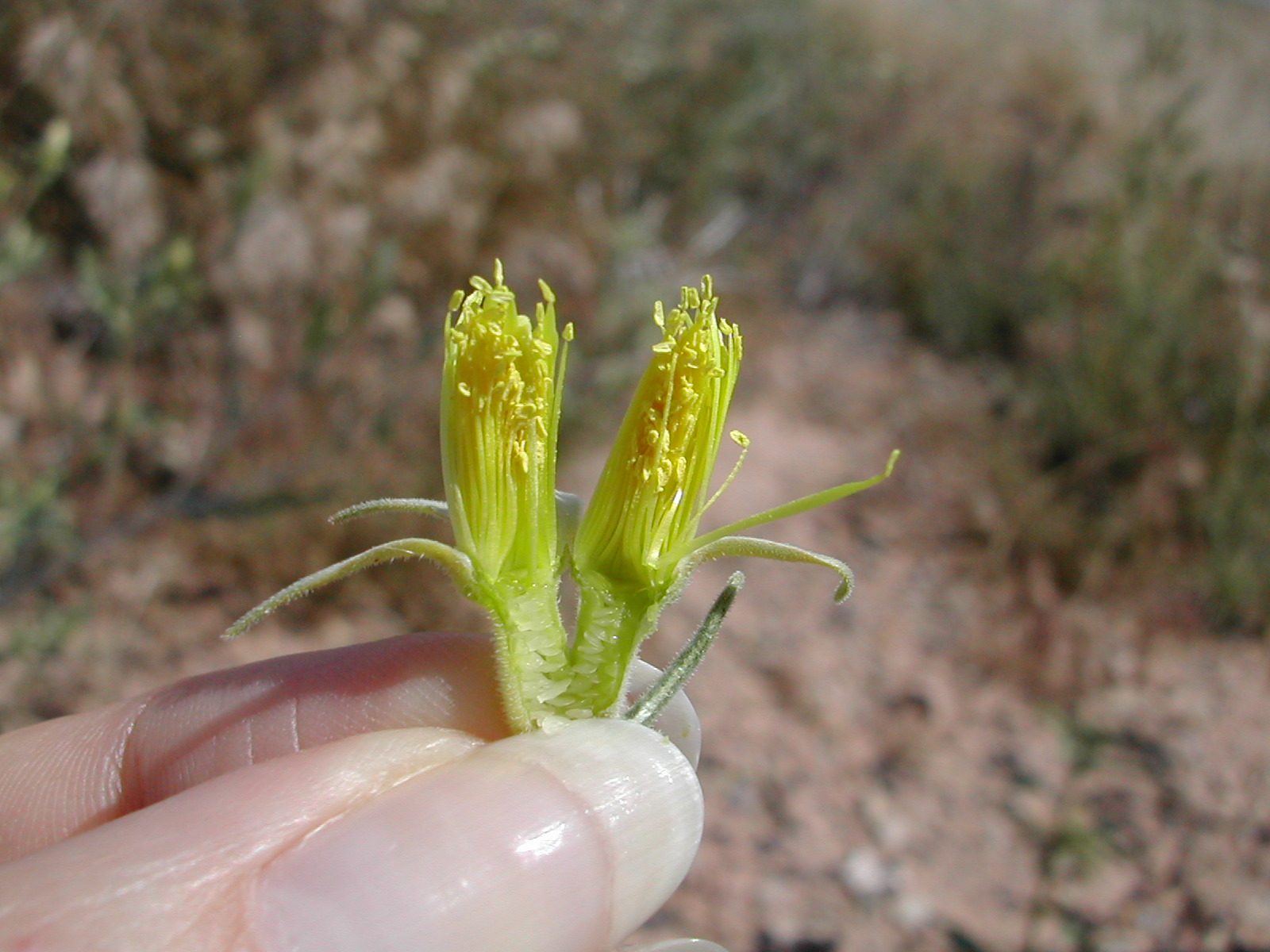
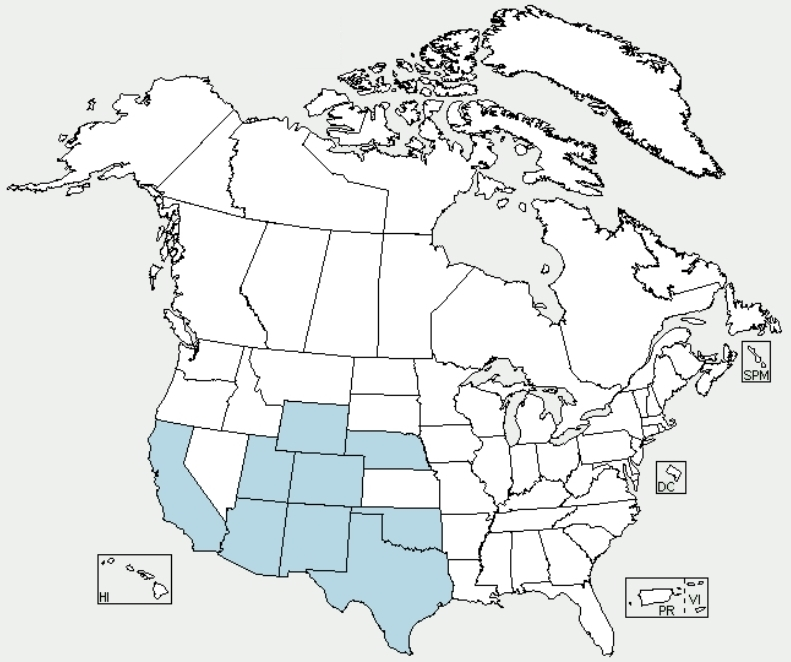
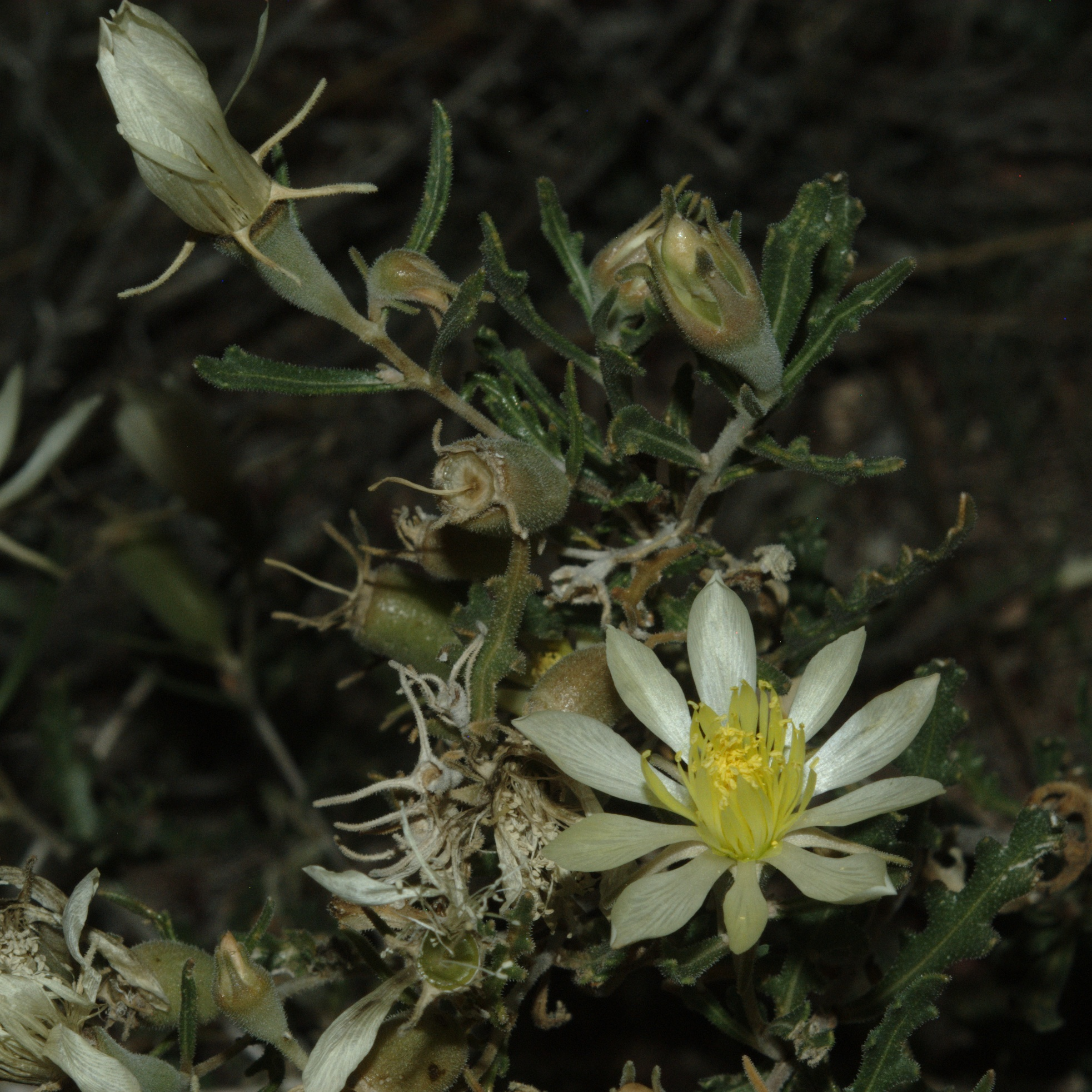